# Hold Nickar
Hold Nickar, aunque sea relacionado por algunos con Nickar (nikr o nicor, un demonio escandinavo de las aguas), parece ser, en realidad, una corrupción de Hjaldr Hnikar, uno de los títulos del dios nórdico Odín y que significa «Incitador de Batallas». El Odín «Hjaldr Hnikar» causaba destrucción a través de tempestades en el océano. Tanto Nickar como Odín eran representados como viejos con cabellos y barba agrisados (aunque el demonio Nickar también puede asumir la apariencia de un niño con patas de caballo).
"Hold Nickar" podría ser el origen del nombre «Old Nick», un apodo del «Diablo» en lengua inglesa.

## Hongos, machos cabríos y renos voladores

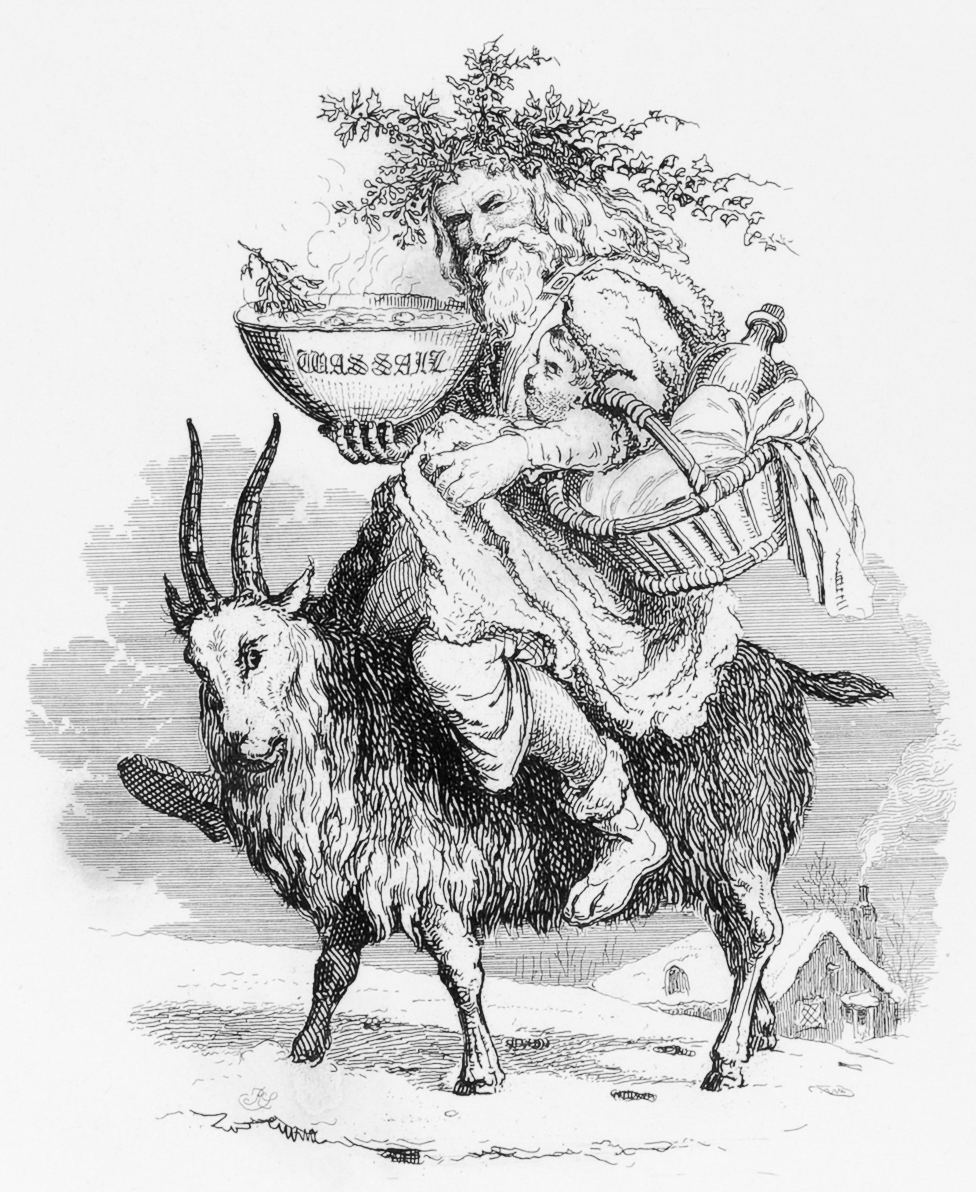
Ilustración del de un cuento folclórico escandinavo representando a Papá Navidad (o, más probablemente el personaje Nisse o Tomte, hoy asociado a él) montado en el julbocken.

Según las leyendas más antiguas, Hold Nickar cruzaba los aires a finales de diciembre durante el solsticio de invierno, distribuyendo bendiciones para sus adoradores. En varios mitos escandinavos, el dios/espíritu del mes de diciembre acostumbraba viajar por sus dominios montado en un macho cabrío (julbocken), mientras que entre los germánicos, los machos cabríos eran animales sagrados del dios Thor, que poseía un carro volador tirado por dos chivatos, Tanngnjóstr y Tanngrisnir (Relámpago y Trueno).
La sensación de estar volando puede surgir durante un trance psicodélico inducido por hongos y setas, tales como la Amanita muscaria. El consumo de tales hongos era común entre algunos pueblos de la Antigüedad, incluyendo los samis de la moderna Finlandia y las tribus Koyak de las estepas rusas. Como en otros vegetales, que pasaron a ser consumidos por los humanos después de la observación de su efecto sobre animales, el comportamiento de los renos después de la ingestión de los hongos no pasó desapercibida e indujo a su consumo. Como los ingredientes activos del hongo no son metabolizados por el organismo, siendo eliminados por la orina, el consumo de la orina ajena (inclusive de los renos) se hizo un hábito de estas tribus seminómadas, sea en ceremonias religiosas, sea como una forma de embriaguez que precedió en miles de años al consumo de alcohol. Los chamanes que recogían tales hongos, acostumbraban regalarlos a los miembros de la tribu arrojándolos por la abertura para la salida del humo del hogar existente en el centro de las tiendas portátiles (y que, a veces, servía como entrada alternativa).
Varios de estos símbolos paganos, como se puede comprobar, fueron apropiados por el cristianismo y, a lo largo de un proceso que duró varios siglos, atribuidos a otro personaje, Nicolás de Bari, un santo obispo que había vivido en una región de la actual Turquía en el siglo IV. Nicolás de Bari, finalmente, fue en buena parte suplantado en el siglo XX por la imagen del moderno Santa Claus (o Papá Noel) anglosajón, el cual, a pesar de su vinculación a los anuncios comerciales de Coca-Cola, aún mantiene la apariencia, hábitos, manierismos y acompañantes de los viejos chamanes escandinavos recogedores de hongos.